# BAE173
BAE173 (hangul: 비에이이173; RR: Bi-ei-i-il-chil-sam) é um grupo masculino sul-coreano formado pela Pocketdol Studio, empresa subsidiária da MBK Entertainment. O grupo teve sua estreia no dia 19 de novembro de 2020, com o single "Crush on U" e o mini-álbum "INTERSECTION : Spark". O nome do grupo é um acrônimo para "Before Anyone Else", que significa "antes de mais ninguém". Os números 1 e 73 indicam perfeição e um número da sorte, respectivamente. Sua formação consiste em 9 membros, sendo eles Junseo, J-Min, Hangyul, Yoojun, Muzin, Youngseo, Doha, Bit e Dohyon.

## História

### 2016–2019: Pré-estreia
Em 2016, o integrante Junseo participou do programa de sobrevivência Boys24 e também foi trainee da Starship Entertainment. Doha é conhecido por ser um ator mirim que atuou em vários dramas e comerciais, além de ter sido aprovado em audições de agências como YG Entertainment e JYP Entertainment. Yoojun foi trainee da RBW Entertainment e, após se juntar à Pocketdol Studio, participou do clipe musical de "Mom Arirang", da cantora Song Gain. Muzin e Youngseo participaram da TNS Academy e já foram trainees da Source Music. J-Min também foi um trainee na RBW Entertainment.
O integrante Hangyul debutou na sub-unidade IM66, do grupo masculino IM, sob o nome da MBK Entertainment, anteriormente conhecida como Yama & Hotchicks, no dia 1 de setembro de 2017. No mesmo ano, o grupo participou do The Unit: Idol Rebooting Project, no qual Hangyul terminou em 13º lugar, não conseguindo entrar para o grupo masculino que seria formado posteriormente, o UNB. Mais tarde, ele apareceu como dançarino para as promoções da música "Black Heart" do grupo. Em 2019, junto a Dohyon e o trainee Kim Yeongsang, Hangyul participou do reality de sobrevivência Produce X 101. Dohyon já havia participado do reality Under19, em 2018, ficando em 49º lugar no ranking geral. Hangyul e Dohyon terminaram o reality de 2019 em 7º e 8º lugar, respectivamente, debutando como membros do X1 em agosto de 2019. No entanto, devido a uma investigação de manipulação de votos da Mnet, o grupo teve seu disband em janeiro de 2020.

### 2020: Introdução e estreia
Em abril de 2020, Hangyul e Dohyon estrearam como um duo intitulado H&D, lançando os singles "Unfamiliar", "Soul" e "Good Night", junto ao mini-álbum "SOULMATE". Em maio, a Pocketdol Studio anunciou que os dois estariam na line-up do novo grupo masculino que teria sua estreia no outono. Em setembro, H&D teve seu primeiro comeback anunciado com o álbum especial "Umbrella" e single de mesmo nome. O álbum seria o último trabalho de Hangyul e Dohyon como um duo, antes que eles fossem apresentados como membros do novo grupo masculino da empresa.
No dia 4 de setembro, o perfil oficial da Pocketdol Studio começou a anunciar os integrantes de seu novo grupo masculino, começando com Dohyon e terminando com Hangyul no dia 23 de setembro, fechando nove membros no total. No dia 25 de setembro, foi anunciado que o grupo se chamaria BAE173. A partir do dia 5 de outubro, começaram a ser revelados os trailers de debut para cada um dos membros, começando com Junseo e terminando com o debut trailer oficial do grupo, no dia 26 de outubro. A data oficial do debut foi revelada no dia 29 de outubro, junto com a primeira foto de conceito.
O grupo BAE173 teve sua estreia no dia 19 de novembro de 2020, com o lançamento do clipe oficial do single "Crush on U" e o mini-álbum de cinco faixas "INTESERCTION : Spark", onde apenas quatro seriam lançadas digitalmente a princípio. A música-título, "Crush on U" foi produzida pelo TEAM GALACTIKA *, e sua letra expressa o choque de gostar de alguém a primeira vista, apagando os sentimentos negativos que eles tinham sobre o amor. O clipe alcançou 10 milhões de visualizações cinco dias após o lançamento no Youtube. O BAE173 iniciou suas promoções no dia 20 de novembro no programa musical Music Bank, da KBS World.
No dia 29 de novembro de 2020, o grupo lançou o vídeoclipe especial para uma das faixas do álbum, "Every little thing is you". A produção do clipe foi uma colaboração com a empresa Brand Architects, que comercializa webtoons. A música, que ainda não havia sido disponibilizada digitalmente, foi lançada como um single homônimo nas plataformas de streaming no mesmo dia.

### 2021: INTERSECTION: Trace
No dia 10 de fevereiro, um artigo anunciou que o BAE173 estava se preparando para ter seu primeiro comeback na primeira metade do ano. Em 16 de março, a Pocketdol Studio anunciou, por meio das redes sociais oficiais do grupo, que o BAE173 terá seu primeiro comeback no dia 8 de abril, com o segundo mini álbum "INTERSECTION : Trace".

## Integrante
| Integrantes    | Integrantes    | Integrantes        | Integrantes        | Integrantes                                                    | Integrantes                           |
| Nome artístico | Nome artístico | Nome de nascimento | Nome de nascimento | Nascimento                                                     | Posição                               |
| Romanizado     | Hangul         | Romanizado         | Hangul             | Nascimento                                                     | Posição                               |
| -------------- | -------------- | ------------------ | ------------------ | -------------------------------------------------------------- | ------------------------------------- |
| J-Min          | 제이민         | Jeon Minwook       | 전민욱             | 16 de outubro de 1999 (21 anos) Suwon, Gyeonggi, Coreia do Sul | Rapper, vocalista                     |
| Hangyul        | 한결           | Lee Hangyul        | 이한결             | 07 de dezembro de 1999 (21 anos) Incheon, Coreia do Sul        | Dançarino principal, vocalista        |
| Yoojun         | 유준           | Jung Gun           | 정건               | 22 de dezembro de de 2000 (20 anos)Seul, Coreia do Sul         | Vocalista                             |
| Muzin          | 무진           | Kim Hyunwoo        | 김현우             | 29 de março de 2001 (20 anos) Masan, Coreia do Sul             | Dançarino principal, rapper           |
| Junseo         | 준서           | Park Junseo        | 박준서             | 28 de dezembro de 2001 (19 anos) Seul, Coreia do Sul           | Líder, dançarino principal, vocalista |
| Youngseo       | 영서           | Yoo Youngseo       | 유영서             | 13 de junho de 2002 (18 anos) Masan, Coreia do Sul             | Vocalista principal                   |
| Doha           | 도하           | Na Gyumin          | 나규민             | 07 de março de 2004 (17 anos) Daegu, Coreia do Sul             | Rapper, vocalista                     |
| Bit            | 빛             | No Minjae          | 노민재             | 21 de julho de 2004 (16 anos) Seul, Coreia do Sul              | Vocalista                             |
| Dohyon         | 도현           | Nam Dohyon         | 남도현             | 10 de novembro de 2004 (16 anos) Seul, Coreia do Sul           | Rapper, maknae                        |

## Endossos
- Em maio de 2020, Hangyul foi anunciado como modelo da marca coreana de cosméticos BLANC POOL.[18]
- Em junho de 2021, Hangyul e Doha foram anunciados como parte do elenco do web-drama "Love In Black Hole".

## Discografia

### Extended Plays
| Título               | Detalhes do álbum                                                                                        |
| -------------------- | --- |
| INTERSECTION : Spark | Lançamento: 19 de novembro de 2020 Gravadora: PocketDol Studio Formatos: CD, Digital download, Streaming |
| INTERSECTION : Trace | Lançamento: 8 de abril de Gravadora: PocketDol Studio Formatos: CD, Digital download, Streaming          |

### Singles
| Título                                   | Ano  | Álbum                                                                             |
| ---------------------------------------- | ---- | --------------------------------------------------------------------------------- |
| "Crush on U (반하겠어)"                  | 2020 | INTERSECTION : Spark                                                              |
| "Every little thing is you (모두 너야) " | 2020 | INTERSECTION : Spark (CD) Every little thing is you (Digital download, Streaming) |
| "Loved You (사랑했다)"                   | 2021 | INTERSECTION : Trace                                                              |